# Карін Марія Брузеліус
Карін Марія Брузеліус (19 лютого 1941 , Лунд, Мальмегус ) — суддя Верховного суду Норвегії шведського походження та колишній президент Норвезької асоціації прав жінок. У 1989 році стала першою жінкою, призначеною постійним секретарем урядового міністерства, очолювавши Міністерство транспорту та зв'язку протягом восьми років. У 1997 році була призначена суддею Верховного суду Норвегії, а в 2011 році вийшла на пенсію. Раніше обіймала посаду генерального директора в Міністерстві юстиції та корпоративним юристом, члена Постійної палати третейського суду в Гаазі (2004-2010), голова Ради з цін на нафту (1987-2004), президент Норвезької асоціації прав жінок (1978-1984, 2018-2020). З 2011 року працює в Скандинавському інституті морського права на юридичному факультеті Університету Осло.

## Походження
Карін Марія Брузеліус народилася 1941 року в Лунді у Швеції в родині судді та юриста Андерса Брузеліуса. Здобула ступінь магістра права (JD) в Університеті Лунда в 1964 році та цей ступінь у Колумбійській школі права в 1969 році. Коли вона була студенткою юридичного факультету Лундського університету, Рут Бейдер Гінзбург залишилася в університеті, щоб разом зі своїм батьком написати книгу «Цивільний процес у Швеції», і Гінзбург стала близьким другом сім'ї. Пізніше Карін Брузеліус сказала, що «зблизившись з моєю родиною, Рут зрозуміла, що можна жити зовсім по-іншому, що жінки можуть мати інший спосіб життя та юридичне становище, ніж у Сполучених Штатах Америки». Батько Брузеліус та Гінзбург разом отримали почесні докторські звання в Лунді в 1969 році.

## Юридична кар'єра
Після закінчення навчання в 1964 році Брузеліус недовгий час працювала помічником судді в Гетеборзі. Пізніше того ж року вона переїхала до Норвегії після одруження з норвезьким юристом і борцем за мир Фредріком Геффермелем. Карін Брузеліус стала громадянкою Норвегії в 1972 році і була натуралізована згідно з актом парламенту в 1974 році, що була рідкісною процедурою, яка була необхідною для призначення особи, яка народилася за кордоном, на вищу посаду на державній службі.
Вона працювала в Міністерстві юстиції та поліції Норвегії з 1965 по 1982 рік, а в 1974 році стала головним співробітником департаменту юридичних питань міністерства, у 1978 році помічником генерального директора департаменту, а також генеральним директором та керівником полярного департаменту міністерства в 1979 році. Її робота в Міністерстві юстиції була зосереджена на дотримання транспортного законодавства та міжнародному приватному праві, а також на питаннях міжнародного права, що стосуються Шпіцбергена та норвезького континентального шельфу, де Норвегія розвивала свою нафтову промисловість у той час. Вона була лише другою жінкою, яка стала генеральним директором в урядовому міністерстві, і першою в Міністерстві юстиції.
З 1982 по 1987 рік Карін Брузеліус працювала корпоративним юристом у Північній асоціації морських страховиків, а потім повернулася до центрального уряду на посаду генерального директора в міністерстві транспорту та зв'язку. Її підвищили до генерального секретаря (постійного заступника державного секретаря), головного державного службовця міністерства, у 1989 році як першу жінку, яка обіймала таку посаду в Норвегії. У 1997 році вона була призначена королем суддею у Верховному суді Норвегії і працювала там до 2011 року. Вона також була членом Постійної палати третейського суду в Гаазі з 2004 по 2010 рік. З 2011 року є членом Скандинавського інституту морського права.
Брузеліус очолювала Раду з цін на нафту (1987—2004), органу, відповідального за встановлення нормативних цін на нафту, видобуту на норвезькому континентальному шельфі. Вона очолює Раду скарг Норвезької фінансової служби. Була президентом Норвезької асоціації прав жінок у 1978—1984 та в 2018—2020 роках. Вона також обиралася віце-президентом асоціації у 1974—1978 та 2014—2016 роках, а також членом правління протягом 18 років з 1974 по 2020 рік. У 1979—1985 роках Карін Брузеліус була членом правління Міжнародного альянсу жінок. З 2016 року вона є членом експертного комітету Норвезького жіночого лобі..
5 лютого 2008 року Постійний комітет з питань контролю та конституційних питань норвезького парламенту рекомендував створити комісію для розслідування та, якщо це буде необхідно, притягнення до відповідальності з метою імпічменту трьох суддів Верховного суду Норвегії, які головували у справах Фріца Моена — жертви судової помилки. Цими трьома суддями були Брузеліус, Магнус Матнінгсдал та Ейлерт Станг Лунд. Однак, коли через три місяці справу розглянула постійна комісія з питань правосуддя, її закрили.